# 細鱗項鰭鮋
細鱗項鰭鮋，為輻鰭魚綱鮋形目鮋亞目真裸皮鮋科的其中一種，為熱帶海水魚，分布於印度西太平洋印尼、阿拉弗拉海、澳洲西北部海域，棲息深度可達24公尺，體長可達9.2公分，棲息在軟底質底層水域，生活習性不明，具有毒性。